# Карпатская и Касская митрополия
Карпа́тская и Ка́сская митропо́лия (греч. Ιερά Μητρόπολη Καρπάθου και Κάσου) — епархия Константинопольской православной церкви, охватывающая территорию греческих островов Карпатос и Касос и близлежащих мелких островов.

## История
Карпатос становится епископией на Родоской митрополии в IV веке. В первой половине VI века епархия возводится в ранг митрополии.
Остров был завоёван Латинской империей в 1204 году. В 1224 году его отвоевала Никейская империя. С 1272 года здесь хозяйничали Генуэсцы, с 1308 года — венецианцы, с 1311 года Родосские рыцари и с 1315 года — снова Венеция. Во время католической власти на островах епархии была закрыта.
В 1537 году и Карпатос и Касос были завоеваны Османской империей.
В 1562 году архиепископия была восстановлена и 1 мая 1865 года был повышен до ранга митрополии.
В 1912 года острова захватили итальянцы, но в 1948 году они вновь стали греческими.

## Епископы
- Неофит II (июнь 1793—1832)
- Мефодий (Сапундзакис) (осень 1832 — 18 ноября 1864)
- Никифор III (17 февраля 1865 — январь 1869)
- Игнатий (16 января 1869 — 22 февраля 1875)
- Герасим (Пигас) (8 марта 1875 — ноябрь 1885)
- Нил (Смирниотопулос) (23 июня 1886 — 5 августа 1889)
- Софроний (Аргиропулос) (5 августа 1889 — 31 мая 1897)
- Агафангел (Архитас) (31 мая 1897 — 31 июля 1908)
- Евгений (Масторакис) (30 июля 1908 — 28 мая 1912)
- Герман (Монодиадис) (9 июня 1912 — 27 января 1940)
- Апостол (Папайоану) (6 августа 1950 — 13 февраля 1975)
- Георгий (Орфанидис) (23 февраля 1975 — 16 сентября 1980)
- Нектарий (Хадзимихалис) (16 сентября 1980 — 24 мая 1983)
- Амвросий (Панайотидис) (19 июня 1983)